# Eva Hammerer

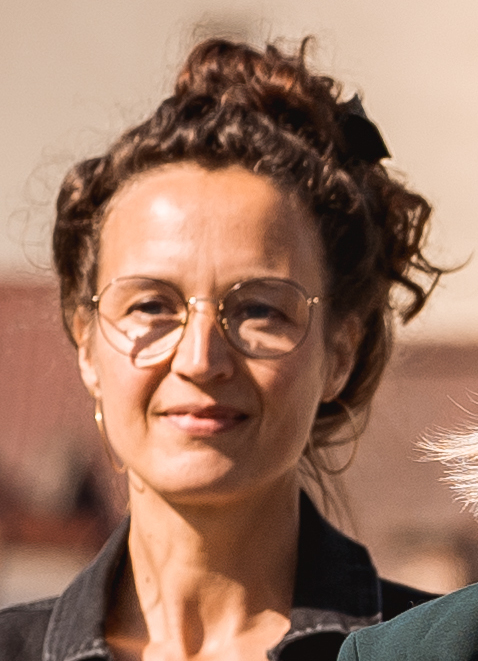
Eva Hammerer

Eva Hammerer (* 25. Oktober 1975 in Lauterach) ist eine österreichische Politikerin (GRÜNE) und Rechtsanwalts-Konzipientin. Sie ist seit Juni 2021 gemeinsam mit Daniel Zadra als Doppelspitze Landessprecherin der Vorarlberger Grünen. Hammerer kandidierte bei der Landtagswahl in Vorarlberg 2019 im Wahlbezirk Bregenz auf Listenplatz vier der Grünen-Bezirksliste und wurde damit in den Vorarlberger Landtag gewählt. Als Landtagsabgeordnete angelobt wurde sie in der konstituierenden Sitzung des Landtags der 31. Legislaturperiode am 6. November 2019.

## Werdegang
Eva Hammerer wuchs in der Vorarlberger Hofsteig-Gemeinde Lauterach auf, wo sie von 1981 bis 1985 die Volksschule besuchte. Von 1985 bis 1994 absolvierte sie das Bundesgymnasium Gallusstraße in Bregenz, wo sie auch maturierte. Im Anschluss daran nahm Eva Hammerer das Studium der Rechtswissenschaften an der Universität Innsbruck auf, das sie im Jahr 2008 mit der Sponsion zur Magistra der Rechtswissenschaften (Mag. iur.) abschloss. Zurück in Vorarlberg absolvierte Hammerer von 2008 bis 2009 die Gerichtspraxis und wurde danach Konzipientin in einer Rechtsanwaltskanzlei in Hard. Die Rechtsanwaltsprüfung legte sie in der Folge aber nicht ab, weshalb sie weiterhin als Konzipientin tätig ist.
In der Bodenseegemeinde Hard, in der sich Hammerer nach dem Studium mit ihrer Familie niedergelassen hatte, stieg sie 2014 auch in die Politik ein. Bei der Gemeindevertretungs- und Bürgermeisterwahl 2015 kandidierte sie als Spitzenkandidatin der Harder Grünen. Bei dieser Wahl konnten die Grünen fast neun Prozentpunkte dazugewinnen, gleichzeitig wurde Eva Hammerer in der Bürgermeisterdirektwahl Zweitplatzierte hinter dem direkt gewählten ÖVP-Bürgermeisterkandidaten Harald Köhlmeier. Nach der Wahl wurde Hammerer als Gemeinderätin Mitglied des Harder Gemeindevorstands.
Bei der Landtagswahl in Vorarlberg 2019 kandidierte Eva Hammerer für die Grünen am vierten Listenplatz der Bezirksliste im Wahlbezirk Bregenz sowie am zweiten Platz der Landesliste. Nachdem die Grünen bei der Wahl im Wahlbezirk Bregenz zwei Grundmandate erreichen konnten und der erstplatzierte grüne Landessprecher Johannes Rauch das Mandat im Wahlbezirk Feldkirch annahm sowie Eva Hammerer die auf dem dritten Platz kandidierende Bregenzer Vizebürgermeisterin Sandra Schoch aufgrund ihres guten Vorzugsstimmenergebnisses überholen konnte, zog sie über das Bezirks-Grundmandat in den Vorarlberger Landtag ein. Die Angelobung als Abgeordnete im Landtag der 31. Legislaturperiode fand am 6. November 2019 statt. Der Grüne Landtagsklub wählte Eva Hammerer am 15. Oktober 2019 zunächst zur stellvertretenden Klubobfrau.
Inhaltlich ist sie im Grünen Landtagsklub als Bereichssprecherin für die Bereiche Entwicklungspolitik / Internationale Handelsabkommen, Bildung / Wissenschaft / Forschung (einschließlich Kinderbetreuung und Kindergarten), Justiz, Rechnungshof, Volksanwaltschaft und Kinder / Jugend(-hilfe) zuständig.
Im Juni 2021 kündigte Hammerer an, gemeinsam mit Daniel Zadra als Doppelspitze für die Position der Landessprecherin der Vorarlberger Grünen bei deren Landesversammlung am 26. Juni 2021 zu kandidieren. Im Zuge der dortigen Wahl wurde sie gemeinsam mit Zadra mit 98,71 Prozent der Stimmen zur Landessprecherin gewählt. Nachdem Daniel Zadra im März 2022 als Landesrat in die Vorarlberger Landesregierung wechselte, wurde Eva Hammerer vom Grünen Landtagsklub als dessen Nachfolgerin zur Klubobfrau gewählt.

## Privatleben
Eva Hammerer ist verheiratet und Mutter von vier Kindern. Sie lebt mit ihrer Familie in Hard.